# 杨村镇 (博罗县)
杨村镇，是中华人民共和国广东省惠州市博罗县下辖的一个乡镇级行政单位。

## 行政区划
杨村镇下辖以下地区：
杨村社区、显村社区、李村、石滩村、羊和村、耀潭村、宝潭村、陈村、水华寨村、星光村、大井村、塘角村、新前村、合水村、大岭下村、上车村、埔莲村、径口村、竹子园村、新田村、坑美村和井水龙村。

## 交通
- 京九铁路：杨村镇站